# حمید اشرف
حمید اشرف (۱۰ دی ۱۳۲۵ – ۸ تیر ۱۳۵۵) انقلابی کمونیست، از اعضای اولیه و پس از چندی یکی از رهبران سازمان چریک‌های فدایی خلق ایران بود.

## زندگی
حمید اشرف در ۱۰ دی سال ۱۳۲۵ در تهران متولّد شد. او به دنبال مأموریت شغلی پدرش که کارمند راه‌آهن بود همراه با دیگر اعضای خانواده به تبریز رفت. پدر او در حدفاصل سال‌های ۱۳۳۶–۱۳۳۱ ریاست ایستگاه راه‌آهن تبریز را برعهده داشت. حمید دو برادر و یک خواهر داشت (برادر بزرگتر وی احمد اشرف بعدها جامعه‌شناس شد). خانواده حمید در سال ۱۳۳۸ به تهران بازگشتند و در حوالی میدان ۲۴ اسفند (انقلاب فعلی) ساکن شدند. او در مقاطع اوّل و دوم دانش‌آموز دبیرستان البرز بود امّا به‌دلیل «توهین به مقام سلطنت» و شرکت در اعتراضات دانشجویی از آن مدرسه اخراج شد. سال پنجم دبیرستان را در دبیرستان دارالفنون گذراند و در آن‌جا با عبّاس جمشیدی رودباری، بهمن آژنگ و فرّخ نگهدار همکلاس شد. حمید در سن ۱۷ سالگی و به دنبال رشد جنبش‌های اعتراضی سال‌های ۴۲–۳۹، به گروه بیژن جزنی-حسن ضیاظریفی که یکی از گروه‌های تشکیل‌دهندهٔ سازمان چریکهای فدائی خلق ایران بود پیوست.
در سال ۱۳۴۵ برای تحصیل در رشته مهندسی مکانیک وارد دانشکده فنی دانشگاه تهران شد. در کنار تحصیل و فعالیت‌های مخفی سیاسی به‌صورت جدّی به ورزش نیز می‌پرداخت و مسئول تیم شنای دانشکده و عضو گروه‌های کوهنوردی شد. پس از دستگیری رهبری گروه جزنی-ظریفی در سال ۱۳۴۶، حمید اشرف به همراه غفور حسن پور اصیل موفق به سازماندهی مجدد گروه گردید. هنگامی که علی اکبر صفایی فراهانی، از اعضای گروه جزنی که پس دستگیری رهبران گروه موفق به خروج از کشور و پیوستن به جنبش مقاومت فلسطین شد، به ایران بازگشت. حمید اشرف در شناسایی استراتژیک جنگلها و ارتفاعات مازندران و گیلان در تابستان ۱۳۴۹ مشارکت داشت و رابط بین دسته جنگل و دسته شهر بود. قبل از حمله چریکها به پاسگاه سیاهکل، گروه جنگل به وحدت نظری و عملی با گروه مسعود احمدزاده-امیر پرویز پویان-عباس مفتاحی رسید.
پس از عملیات سیاهکل در بهمن ۱۳۴۹، سازمان چریکهای فدایی خلق ایران رسماً اعلام موجودیت کرد و از این زمان تا هنگام مرگش حمید اشرف به عنوان عضو رهبری سازمان عمل کرد. در طی شش سال حمید اشرف چهارده بار از محاصره مأموران امنیتی رژیم شاه گریخت. حمید اشرف به امیدواری زیاد به آرمان‌های سازمان چریکهای فدایی خلق ایران معروف بود و بارها برای نجات چریک‌های محاصره شده به مناطق درگیری می‌رفت. حمید اشرف تنها عضو سازمان چریکهای فدایی خلق است که در حین حیات خود به او لقب «کبیر» (رفیق کبیر) داده شد.
بهزاد کریمی دربارهٔ او می‌گوید «حمید اشرف رفیقی بوده که سال‌های معینی مسئولیت بسیار سنگین حفظ سازمان را بر دوش کشید و در مقیاس خودش و در حد توان و امکاناتش در آن سال‌ها کارهای بزرگی برای حفظ سازمان انجام داد.»
ساواک در سال ۱۳۴۹ برای حمید اشرف و هشت نفر دیگر از فرماندهان سازمان چریک‌های فدایی خلق ایران، صدهزار تومان جایزه تعیین کرده بود. حمید اشرف در جزوهٔ "یک سال مبارزه چریکی در شهر و کوه"، مجموع اعضای گروه جنگل را ۲۲ نفر اعلام کرده بود.
در زمان حمید اشرف همچنین توجه به کارهای تئوریک و ایدئولوژی پر رنگ تر شد. پس از مرگ تئوریسین‌های اولیهٔ سازمان چریک‌های فدایی خلق همچون بیژن جزنی، امیرپرویز پویان و مسعود احمدزاده در برهه‌ای از زمان عملگرایی نقش اصلی را ایفا می‌کرد و کارهای نظری به انزوا رفته بود اما پس از حاکم شدن حمید اشرف بر سازمان بار دیگر اندیشه‌ورزی در کنار عمل رونق گرفت. بر همین اساس نشریات گذشته احیا و نشریات جدیدی نیز خلق شد و در کنار حمید اشرف، حمید مؤمنی و فرهاد صدیقی پاشاکی به مطالعه، مقاله‌نویسی و حفظ و گسترش ایدئولوژی مشغول بودند.

## ستیز و گریز با ساواک
شیوهٔ فرار حمید اشرف به این صورت بود که ابتدا نارنجک می‌انداخت. نارنجک که منفجر می‌شد، بلافاصله با مسلسل به سمت مأمورین شلیک می‌کرد. از هر طرف که می‌خواست فرار کند پشت سرش هم نارنجک می‌انداخت و در پناه آن می‌کوشید از منطقه دور شود.

پرویز معتمد، مسئول تیم‌های تعقیب و مراقبت و شنود ساواک
سازمان چریک‌های فدایی در اردیبهشت ۱۳۵۵ ضربات شدیدی را متحمل شد. حدود ۴۰ چریک شهری کشته‌شدند و خانه‌های تیمی زیادی در شهرهای ایران مورد حملهٔ ساواک قرار گرفتند. با این وجود حمید اشرف، به‌عنوان رهبر سازمان توانسته‌بود از چند درگیری و محاصره بگریزد.
تهران‌نو
در ساعت ۲ بامداد ۲۶ اردیبهشت ۱۳۵۵، ساواک به خانه تیمی در پلاک ۸ در خیابان خیام در منطقه تهران‌نو که حمید اشرف در آن مخفی بود، در سه حلقه یورش برد. در این درگیری، لادن آل‌آقا، مهوش خاتمی، فرهاد صدیقی پاشاکی، احمد رضا قنبرپور، ارژنگ و ناصر شایگان شام‌اسبی (دانه و جوانه) کشته‌می‌شوند، اما حمید اشرف با وجودی که از ناحیه پا زخمی می‌گردد، موفق به فرار می‌شود.
کوی کن
حمید اشرف سپس به خانهٔ تیمی پلاک ۲۳ در کوچه نیازی در ده‌متری شارق می‌رود. خانه که از ارتباط‌های تلفنی‌اش پیشاپیش توسط ساواک شناسایی شده‌بود، پس از ورود حمید اشرف مورد حمله قرار می‌گیرد. حمید اشرف اما موفق می‌شود با کشتن افسری به‌نام شادیاخ، از طریق پشت‌بام از مهلکه بگریزد.
خیابان شارق
ساواک بلافاصله از طریق شنود تلفنی، از حضور حمید اشرف در خانه‌ای تیمی در خیابان شارق مطلع می‌شود و به آن حمله می‌کند. این‌جا نیز حمید اشرف توانست از طریق رفتن به پشت‌بام خانه‌های همسایه که از کوچه‌های دیگر سر درمی‌آورد و پس از درگیری سنگین، حلقه محاصره ساواک را شکسته، به همراه صبا بیژن‌زاده، ملیحه زهتاب، عبدالرضا کلانتر و نادره احمد هاشمی فرار کند.
حمید اشرف پس از فرار، بلافاصله یک ستوان و دو پاسبان کلانتری ۶ را کشت و با ماشین گشت و مسلسل آن‌ها، از منطقه گریخت. وی سپس در میدان محسنی، سرهنگ فرداد، رئیس کلانتری قلهک و پاسبان‌های همراهش را به گلوله بست و کشت.

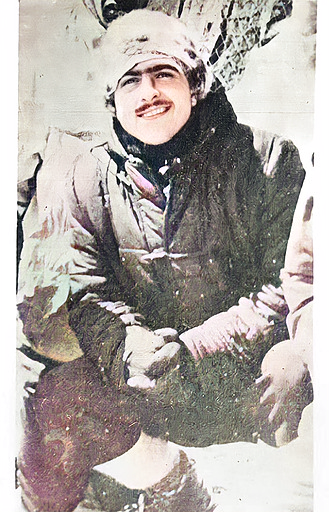
تصویر رنگی شده از حمید اشرف در حال کوهنوردی

## مرگ
در ۸ تیر ۱۳۵۵، حمید اشرف پس از شش سال فعالیت مسلحانه، در جلسه مرکزیت سازمان در خانه تیمی مهرآباد جنوبی در تور ساواک گرفتار و به همراه ۱۰ تن دیگر کشته‌شد.

خبر کشته‌شدن حمید اشرف در روزنامه اطلاعات

به گفته مهدی سامع، او و زهرا آقانبی قلهکی را از زندان کمیته مشترک ضدخرابکاری برای شناسایی جسد حمید اشرف، به خانه مهرآباد جنوبی بُرده بودند. او را در قطعه ۳۹ ردیف ۲۵ شماره ۱ در گورستان بهشت زهرای تهران دفن کردند.

## ادعای قتل «دانه و جوانه»
در جریان درگیری خانهٔ تیمی محلهٔ تهران نو، جسد دو کودک به نام‌های ناصر و ارژنگ شایگان شام اسبی (در سازمان چریک‌های فدایی مشهور به دانه و جوانه) کشف شد∗. پس از این رخداد ساواک با ارائهٔ اسنادی ادّعا کرد که مرگ این دو کودک به‌دست «حمید اشرف» رخ داده است تا اطلاعات آن‌ها فاش نشود. فاطمه سعیدی مادر این دو کودک (مشهور به «رفیق مادر») این ادّعا را رد کرد و ساواک را قاتل فرزندان خود دانست. دیگر حامیان اشرف نیز ادّعای مطرح‌شدهٔ ساواک را تبلیغات سیاسی علیه مخالفان دانسته‌اند و مقصر مرگ دانه و جوانه را «ساواک» معرفی کردند.

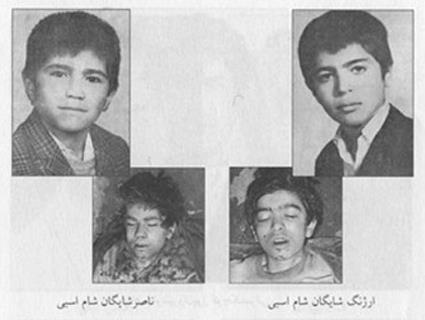
ناصر شایگان شام اسبی (دانه) ۹ ساله و ارژنگ شایگان شام اسبی (جوانه) ۱۲ ساله. هر دو بر اثر شلیک مستقیم گلوله به سر کشته شدند.

در سال ۱۳۹۱ نیز این مسئله در کتابی دوجلدی با عنوان «چریک‌های فدایی خلق» که نام محمود نادری به عنوان نویسندۀ آن ذکر شده بود بازگو شد. این کتاب که توسط «مؤسسۀ مطالعات و پژوهش‌های سیاسی» وابسته به نظام جمهوری اسلامی ایران به چاپ رسیده است، بر اسناد ساواک را مبنا قرار داده و مدعی شده که عامل مرگ این دو کودک حمید اشرف بوده است. فاطمه سعیدی مادر دو کودک با انتشار نامه‌ای سرگشاده روایت این کتاب را تحریف‌شده خواند و نادری را به دلیل عدم انتقاد از ساواک به طرفداری از آن متهم کرد.

## گفتگو با دیگر سازمان‌ها

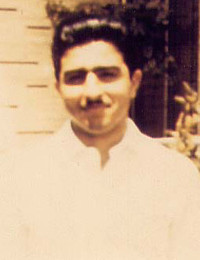
حمید اشرف

### مذاکرهٔ وحدت با مصطفی شعاعیان
در سال ۱۳۵۰ مصطفی شعاعیان با اندیشهٔ ایجاد یک جبههٔ واحد از تمام چریک‌های مسلح (فارغ از هر گرایش) در برابر رژیم پهلوی با رهبران سازمان چریک‌های فدایی خلق ایران و حمید اشرف سلسله مذاکرات و نامه‌نگاری‌هایی انجام داد. اما با گذشت زمان تضاد عمیق اندیشه‌های او و سازمان چریک‌های فدایی خلق نمایان شد و این ایده به‌دست فراموشی سپرده شد.
بخشی از مکاتبات مصطفی شعاعیان با حمید اشرف:
ما نمی‌توانیم با هم در یک سازمان جای گیریم. ضمناً دشمن فوری یکدیگر هم نیستیم. البته اگر در جامعه کار به درگیری برسد- که روزی ناچار خواهد رسید- آنگاه رودرروی هم می‌ایستیم.

 حمید اشرف خطاب به مصطفی شعاعیان

### گفتگو با سازمان مجاهدین خلق
در میانهٔ سال ۱۳۸۹ صداهای ضبط شده‌ای از سلسله جلسات گفتگوی حمید اشرف و بهروز ارمغانی به نمایندگی از سازمان چریک‌های فدایی خلق ایران و تقی شهرام و جواد قائدی به نمایندگی از سازمان مجاهدین خلق ایران، تحت عنوان و موضوع «بررسیِ امکانِ وحدت دو سازمان» در دسترس عموم قرار گرفت که بخشی از تاریخ معاصر ایران را بازگو می‌کرد.
این جلسات در پاییز سال ۱۳۵۴ و کمی بعد از اعلام مواضع جدید سازمان مجاهدین و گرایش آن به مارکسیسم برگزار می‌شد. در این گفتگوها تقی شهرام با کمک دیگر مجاهد خلق سعی می‌کرد حمید اشرف را اقناع کند تا درنهایت این دو سازمان سیاسی بتوانند به‌صورت یک جبههٔ متحد دربیایند و به مبارزهٔ یکپارچه با پهلوی دوم بپردازند.
اما سرانجامِ این مذاکرات شکست ایدهٔ تشکیل جبههٔ متحد بود، زیرا حمید اشرف رفتار و سیاست جدید سازمان مجاهدین مارکسیست‌شده را نادرست می‌دانست و با اَعمال و برخورد آن‌ها با مخالفانِ تغییر ایدئولوژی از جمله مجید شریف واقفی مخالفت می‌کرد.
بخشی از مذاکرات با تقی شهرام:
حمید اشرف: واقعیت همینه که نتوانسته [در گروه شما مارکسیسم بر مذهب غالب بشود]. به این دلیل نتوانسته که حداقل ۵۰ درصد کادرهایش را مجبور شده تصفیه کند.

تقی شهرام: این ۵۰ درصد [تصفیه‌شدگان سازمان که شما می‌گویید] کادر [بودند]، خیلی جالبه، حرف‌هایی که شما می‌زنید دقیقاً همون حرف‌هایی است که امروزه ما از گوشه و کنار از این عناصر فرصت‌طلب و اپورتونیست مذهبی می‌شنویم. این ۵۰ درصد کیا بودند؟ این ۵۰ درصد کسانی بودند که دیگه در واقع داشتند خیانت می‌کردند به جنبش. کسانی بودند که [اگر تصفیه شدند] نه به دلیل مذهبی بودن رفیق، [بلکه] به دلیل این [بود] که هزار جور ضعف داشتند، هزار جور معایب داشتن.

## پس از مرگ
فرج سرکوهی منتقد ادبی و روزنامه‌نگار ایرانی، ادعا کرده که فریدون فرخزاد پس از کشته‌شدن حمید اشرف با دسته‌گل به دیدار مادر او رفته و به همین دلیل از رادیو ایران اخراج شده است.

## حمید اشرف در ادبیات و هنر
- سرود میلاد شقایق که با نام شهاب روشنایی نیز شناخته می‌شود در وصف حمید اشرف خوانده شده است.[۲۴]
- آزاده اخلاقی، کشته شدن حمید اشرف را در یک مجموعه عکس با عنوان "به روایت یک شاهد عینی" بازآفرینی کرده است.[۲۵]
- در کتاب بذرهای ماندگار، نوشتهٔ اشرف دهقانی به حمید اشرف اشاره شده است.[۲۶][۲۷]
- علیرضا اسپهبد در نقاشی‌ای که برای طرح جلد کتاب «ای سرزمین من»، مجلد اول از مجموعه‌اشعار خسرو گلسرخی ترسیم کرده، اورکت حمید اشرف را که توسط احمد غلامیان لنگرودی (هادی) از طرف سازمان چریک‌های فدایی خلق ایران به عنوان هدیۀ ازدواج به عباس بختیاری تقدیم شده بود مایۀ الهام قرار داده است.[۲۸]

## آثار
- یک سال مبارزه چریکی در شهر و کوه؛ منتشر شده توسط سازمان چریک‌های فدایی خلق ۱۳۵۰[۲۹]
- جمع‌بندی سه ساله؛ منتشر شده توسط سازمان چریک‌های فدایی خلق ۱۳۵۴[۲۹]

### حماسۀ سیاهکل
- حماسه سیاهکل (به کوشش انوش صالحی) برخی از اعضای قدیمی سازمان چریک‌های فدایی خلق ایران معتقدند این کتاب به دست حمید اشرف نگارش نیافته است و جعلی و ساختگی است، اما عده‌ای دیگر همچون فرخ نگهدار در این ادعا کرده‌اند که این اثر یک سری جزوات درون‌سازمانی بوده که اکنون به‌صورت کتاب منتشر شده است.[۳۰][۳۱][۲۹]

## پیوند بیرون
- سرودهایی با صدای حمید اشرف